# Ronde van de Toekomst 1969
De Ronde van de Toekomst 1969 (Frans: Tour de l'Avenir 1969) werd gehouden van 11 tot en met 21 september in Frankrijk.

## Etappe-overzicht
| etappe     | datum        | start                     | finish                    | afstand      | winnaar           | klassementsleider |
| ---------- | ------------ | ------------------------- | ------------------------- | ------------ | ----------------- | ----------------- |
| proloog    | 11 september | Le Mans                   | Le Mans                   | 9,15 km (it) | Gösta Pettersson  | Gösta Pettersson  |
| 1e deel a  | 12 september | Le Mans                   | La Ferté-Macé             | 93,5 km      | Jan Høegh         | Gösta Pettersson  |
| 1e deel b  | 12 september | La Ferté-Macé             | La Ferté-Macé             | 10 km (pt)   | Nederland         | Gösta Pettersson  |
| 2e         | 13 september | La Ferté-Macé             | Cherbourg                 | 229 km       | Gérard Besnard    | Marc Duchemin     |
| 3e         | 14 september | Cherbourg                 | Saint-Hilaire-du-Harcouët | 192 km       | Dave Rollinson    | Brian Jolly       |
| 4e         | 15 september | Saint-Hilaire-du-Harcouët | Paimpol                   | 192 km       | Piet Hoekstra     | Joop Zoetemelk    |
| 5e         | 16 september | Paimpol                   | Quimper                   | 172,5 km     | Agustin Alcantara | Joop Zoetemelk    |
| 6e deel a  | 17 september | Quimper                   | Réguiny                   | 120 km       | Tomas Pettersson  | Joop Zoetemelk    |
| 6e deel b  | 17 september | Réguiny                   | Ploërmel                  | 43,5 km (it) | Fedor den Hertog  | Joop Zoetemelk    |
| 7e         | 18 september | Ploërmel                  | Angers                    | 176 km       | Regis Delepine    | Joop Zoetemelk    |
| 8e         | 19 september | Angers                    | Châteauroux               | 219,5 km     | Bernard Thévenet  | Joop Zoetemelk    |
| 9e         | 20 september | Châteauroux               | Riom                      | 220 km       | Charles Rouxel    | Joop Zoetemelk    |
| 10e deel a | 21 september | Riom                      | Clermont-Ferrand          | 138 km       | Billy Bilsland    | Joop Zoetemelk    |
| 10e deel b | 21 september | Clermont-Ferrand          | Clermont-Ferrand          | 80 km        | Josef Fuchs       | Joop Zoetemelk    |

## Eindklassementen

### Algemeen klassement
| rang | renner                   | land                | tijd        |
| ---- | ------------------------ | ------------------- | ----------- |
| 1    | Joop Zoetemelk           | Nederland           | 46u 47' 18" |
| 2    | Luis Zubero Aldecoa      | Spanje              | op 5' 01"   |
| 3    | Gösta Pettersson         | Zweden              | op 6' 40"   |
| 4    | Miguel María Lasa Urquia | Spanje              | op 6' 49"   |
| 5    | Marcel Duchemin          | Frankrijk           | op 8' 02"   |
| 6    | Jan Van de Wiele         | België              | op 8' 20"   |
| 7    | Leif Mortensen           | Denemarken          | op 9' 28"   |
| 8    | Billy Bilsland           | Verenigd Koninkrijk | op 9' 59"   |
| 9    | Bruno Hubschmid          | Zwitserland         | op 10' 52"  |
| 10   | Fedor den Hertog         | Nederland           | op 11' 58"  |

### Puntenklassement
| rang | renner            | land      | punten |
| ---- | ----------------- | --------- | ------ |
| 1    | Gérard Besnard    | Frankrijk | 63     |
| 2    | Miguel María Lasa | Spanje    | 56     |
| 3    | Joop Zoetemelk    | Nederland | 50     |
| 4    | Regis Delepine    | Frankrijk | 48     |
| 5    | Sture Pettersson  | Zweden    | 47     |

### Bergklassement
| rang | renner            | land      | punten |
| ---- | ----------------- | --------- | ------ |
| 1    | Marcel Duchemin   | Frankrijk | 41     |
| 2    | Popke Oosterhof   | Nederland | 31     |
| 3    | Gösta Pettersson  | Zweden    | 26     |
| 4    | Billy Bilsland    | Frankrijk | 25     |
| 5    | Agustin Alcantara | Mexico    | 23     |

### Ploegenklassement
| rang | land                        | tijd         |
| ---- | --------------------------- | ------------ |
| 1    | Nederland                   | 141u 10' 41" |
| 2    | Frankrijk                   | op 16' 11"   |
| 3    | België                      | op 17' 52"   |
| 4    | Verenigd Koninkrijk         | op 26' 47"   |
| 5    | comb. Denemarken- Noorwegen | op 39' 00"   |